# Ricardo Caruso Lombardi
Ricardo Daniel Caruso Lombardi (ur. 10 lutego 1962 w Buenos Aires) – argentyński piłkarz pochodzenia włoskiego występujący na pozycji pomocnika, trener piłkarski.